# Rockoon (Tangerine Dream)
Rockoon è il ventesimo album in studio del gruppo tedesco Tangerine Dream, pubblicato nel 1992. Fu il primo titolo del gruppo uscito per la Miramar e il loro settimo in ordine di tempo a ricevere una nomination ai Grammy Award.
Caratterizzato da texture rock n' roll aggressive e considerato da Froese un disco che rievoca "un certo tipo di suono cittadino", Rockoon venne arrangiato con una strumentazione rock (chitarra, basso, batteria) e da un sassofono. Presenta brani ritmici alternati a tracce d'atmosfera.

## Tracce
Testi e musiche di Edgar Froese, Jerome Froese.
1. Big City Dwarves – 6:06
2. Red Roadster – 8:13
3. Touchwood – 4:28
4. Graffiti Street – 4:48
5. Funky Atlanta – 4:07
6. Spanish Love – 5:40
7. Lifted Veil – 3:36
8. Penguin Reference – 4:48
9. Body Corporate – 3:48
10. Rockoon – 7:19
11. Girls On Broadway – 4:42

## Formazione
- Edgar Froese -
- Jerome Froese -
- Zlatko Perica[3] - chitarra
- Richi Wester[3] - sassofono
- Enrico Fernandez[3] - macubaha
- Jayney Klimek[3] - voce